# Marion Maruska
Marion Maruska (Mödling, 15 dicembre 1972) è un'allenatrice di tennis ed ex tennista austriaca.

## Biografia
A livello giovanile ottiene risultati interessanti, arriva in semifinale all'Orange Bowl e scala la classifica ITF fino alla quarta posizione mondiale.
A diciotto anni durante la stagione 1991 raggiunge i quarti di finale una prima volta a Linz, sconfiggendo sulla sua strada la seconda testa di serie Barbara Paulus, e una seconda a Kitzbühel chiudendo la stagione al limite della top-100 mondiale.
Ha subito due importanti infortuni al legamento crociato che l'hanno tenuta lontana dai campi, nel 1997 ha superato le qualificazioni per il torneo di Auckland e a sorpresa ha conquistato il titolo eliminando sulla sua strada le teste di serie numero 5, 1 e la seconda Judith Wiesner in finale. Ad aprile si avventura fino ai quarti di finale al Croatian Bol Ladies Open mentre nello stesso evento nel doppio femminile raggiunge la finale in coppia con María José Gaidano. A Praga gioca la seconda finale stagionale ma è stata sconfitta dalla sudafricana Joannette Kruger, grazie a questi risultati ha scalato le classifiche fino alla cinquantesima posizione mondiale e ha ottenuto la convocazione con la squadra austriaca di Fed Cup. Con la nazionale ha giocato otto incontri e una volta terminata la carriera ne è diventata capitana.

## Statistiche

### Singolare

#### Vittorie (1)
| Legenda               |
| --------------------- |
| Grande Slam (0)       |
| WTA Championships (0) |
| Tier I (0)            |
| Tier II (0)           |
| Tier III (0)          |
| Tier IV (1)           |
| Tier V (0)            |

| Titoli per superficie | Titoli per superficie |
| --------------------- | --------------------- |
| Cemento               | 1                     |
| Erba                  | 0                     |
| Sintetico             | 0                     |
| Terra                 | 0                     |

| Numero | Data           | Torneo                | Superficie | Avversaria in finale | Punteggio |
| 1.     | 5 gennaio 1997 | ASB Classic, Auckland | Cemento    | Judith Wiesner       | 6–3, 6–1  |

#### Finali perse (1)
| Numero | Data           | Torneo                     | Superficie  | Avversaria in finale | Punteggio |
| 1.     | 20 luglio 1997 | I. ČLTK Prague Open, Praga | Terra rossa | Joannette Kruger     | 6–1, 6–1  |

### Doppio

#### Finali perse (1)
| Numero | Data          | Torneo                        | Superficie  | Compagna           | Avversarie in finale            | Punteggio |
| 1.     | 4 maggio 1997 | Croatian Bol Ladies Open, Bol | Terra rossa | María José Gaidano | Laura Montalvo Henrieta Nagyová | 6–3, 6–1  |